# Marv Studios
Marv Studios, früher Marv Films (kurz auch Marv oder MARV), ist eine britische Filmproduktionsgesellschaft von Matthew Vaughn. Am bekanntesten ist Marv Films für die Filme Der Sternwanderer, Kick-Ass und X-Men: Erste Entscheidung.

## Geschichte
Marv wurde im Jahr 2003 durch Matthew Vaughn gegründet. Mithilfe dieser Produktionsgesellschaft drehte Vaughn sein Regiedebüt Layer Cake mit Daniel Craig in der Hauptrolle. 2007 schrieb Vaughn das Drehbuch und führte Regie bei Der Sternwanderer. Der Executive Producer dieses Films, Kris Thykier, trat Anfang 2007 Marv Films bei. Der Film spielte weltweit 140 Millionen US-Dollar ein und wurde zum Teil von Paramount Pictures finanziert. Anschließend wurde ein Dreijahresvertrag mit Sony Pictures Entertainment unterschrieben. Vaughn gab an, in Zukunft etwa zwei bis drei britische Produktionen für unter 25 Millionen US-Dollar pro Jahr finanzieren zu wollen. So produzierten Thykier und Vaughn 2009 gemeinsam Harry Brown und Eine offene Rechnung, dessen Drehbuch ebenfalls Vaughn schrieb. Den Film Kick-Ass, der 2010 veröffentlicht wurde, produzierten wieder Thykier und Vaughn. Vaughn schrieb hier wiederum das Drehbuch und führte Regie. Auch bei dem Film X-Men: Erste Entscheidung schrieb Vaughn das Drehbuch und führte Regie, Thykier war jedoch nicht Teil der Produktion.

## Filme
- 2004: Layer Cake
- 2007: Der Sternwanderer (Stardust)
- 2009: Harry Brown
- 2010: Kick-Ass
- 2010: Eine offene Rechnung (The Debt)
- 2013: Kick-Ass 2
- 2014: Kingsman: The Secret Service
- 2015: Fantastic Four
- 2016: Eddie the Eagle – Alles ist möglich (Eddie the Eagle)
- 2017: Kingsman: The Golden Circle
- 2019: Rocketman
- 2021: The King’s Man: The Beginning (The King’s Man)
- 2021: Silent Night – Und morgen sind wir tot (Silent Night)
- 2023: Tetris
- 2024: Argylle